# 費爾維尤鎮區 (堪薩斯州里帕布利克縣)
費爾維尤鎮區（英語：Fairview Township）為美國堪薩斯州里帕布利克縣轄下的鎮區。2010年美国人口普查中此鎮區人口有134人。

## 歷史
費爾維尤鎮區設立於1871年。

## 地理
費爾維尤鎮區涵蓋總面積為94.5平方（36.49平方英里），其中陸地面積為94.3平方（36.42平方英里），水域面積為0.18平方（0.07平方英里）或0.19%。海拔高度485（1,591英尺）。

## 人口統計
根據2010年美國人口普查，費爾維尤鎮區人口有134人，其中男性有62人，女性有72人，人口密度為每平方公里1.42人，住房計75戶。鎮區內的白人有132人，非裔美國人有0人，美洲原住民有0人，亞裔美國人有0人，太平洋島裔美國人有0人，其他種族有0人，混血種族則有2人。此外鎮區內有0人為西班牙裔或拉丁裔美國人。此鎮區之年齡中位數為48.3歲，而男性年齡中位數為50歲，女性年齡中位數為45歲。